# La Bonne d'enfant

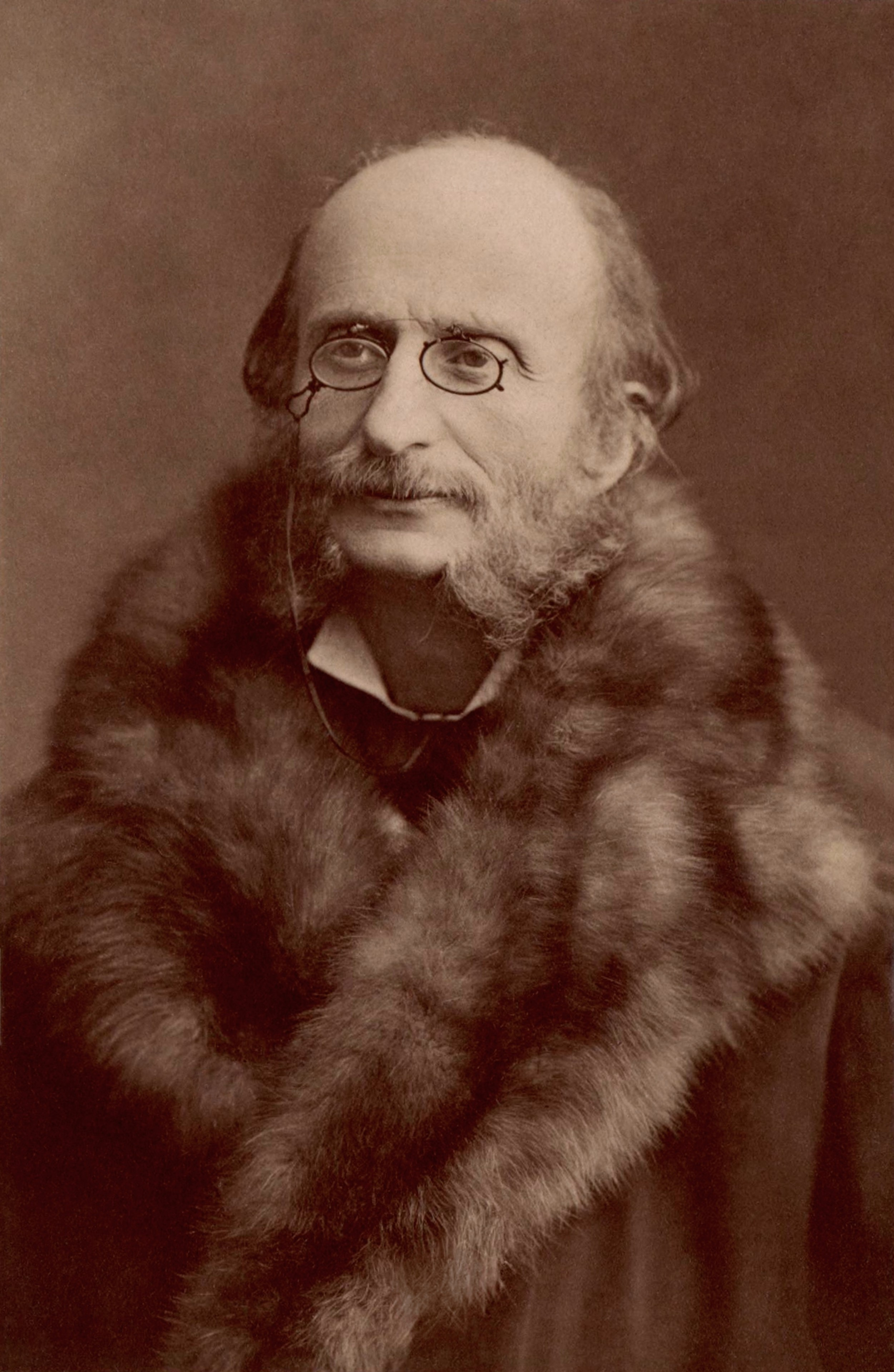
Jacques Offenbach

La Bonne d'enfant (Barnsköterskan) är en operett i en akt med musik av Jacques Offenbach och libretto av Eugène Bercioux.

## Historia
Den framfördes första gången på Théâtre des Bouffes Parisiens i Paris den 14 oktober 1856. Offenbachs tidiga operetter var småskaliga enaktare, då lagen i Frankrike begränsade musikaliska scenverk (operor undantagna) till enaktare med högst tre sångare och eventuellt några stumma karaktärer. 1858 ändrades lagen och Offenbach kunde komponera fullskaliga verk såsom Orfeus i underjorden. 
1857 sattes operetten  upp på St James's Theatre i London, och 1862 i Wien med Lucille Tostée som Dorothée. Den framfördes även där på ungerska.

## Personer
| Roller                  | Röststämma | Premiärbesättning, 14 oktober 1856 (Dirigent: Jacques Offenbach) |
| ----------------------- | ---------- | ---------------------------------------------------------------- |
| Dorothée, en nanny      | sopran     | Garnier                                                          |
| Gargaillou, en sotare   | tenor      | Michel                                                           |
| Mitouflard, en brandman | bass       | Dubouchet                                                        |
| Bourgeois               |            | Delaquis                                                         |

## Handling

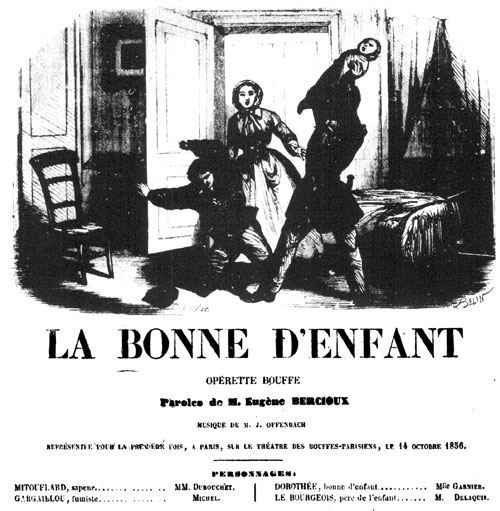
Detalj av klaverutdraget, 1856.

Dorothée är trött på att vara barnsköterskan och vill gifta sig så hon blir härskarinna i sitt eget hus. Hon har två friare: brandmannen Mitouflard och sotaren Gargaillou. En kväll när hon är ensam i huset försöker hennes beundrare övertyga henne om att välja just honom. Det slutar med att hon väljer 'Brin d'Amour', trumpetare i livgardet, men hon lovar bjuda sina friare till bröllopet.